# Neritička zona
Neritička zona je dio oceana koji se proteže od točke oseke do ruba kontinentalnog šelfa, s relativno malom dubinom, uglavnom do 200 metara. Neritička zona ima uglavnom vodu bogatu kisikom, nizak vodeni tlak, kao i relativno stabilnu temperaturu i razinu saliniteta. Ovo, uz prisutnost svjetlosti, što rezultira u fotosintetičnom životu poput fitoplanktona i plutajućih Sargassuma, čini neritičku zonu lokacijom na kojoj se nalazi većina morskih živih bića.
Zooplanktoni, slobodno plutajuća bića koja mogu biti mikroskopske veličine do veličine malenih riba i škampa, žive u ovoj zoni i zajedno s fitoplanktonima čine bazu hranidbenog lanca koji podržava većinu svjetskih područja za ribolov.
Na rubu neritičke zone se završavaju kontinentalni šelfovi i naglo se strmoglavljuju do dubljih voda i pelagijske zone.